# Sargus isthmi
Sargus isthmi är en tvåvingeart som beskrevs av James 1982. Sargus isthmi ingår i släktet Sargus och familjen vapenflugor. Inga underarter finns listade i Catalogue of Life.